# Joachim Friedrich Pauli
Joachim Friedrich Pauli (* 1719 in Anklam; † 15. Juli 1791 in Stettin) war ein deutscher Kommunaljurist und Oberbürgermeister von Stettin.
Er studierte ab 1739 Rechtswissenschaften an der Universität Halle. Nach seinem Studium war er zunächst als Kämmerer in seiner Heimatstadt Anklam tätig.
1762 wurde er dirigierender Kämmerer der Stadt Stettin. 1770 stieg er zu einem der Bürgermeister auf. 1772 wurde er, als Nachfolger des verstorbenen Johann David Blindow, städtischer Landrat und Oberbürgermeister von Stettin. Er blieb im Amt bis zu seinem Tode 1791. Sein Nachfolger wurde Johann Wilhelm Redtel.
Sein Sohn Gotthilf Friedrich Pauli (* 1757) wurde ebenfalls Jurist und erhielt 1791 die Stelle des Landsyndikus in Vorpommern.